# Marduk (band)
Marduk er et black metal-band, som blev dannet i 1991 i Norrköping, Sverige.

## Medlemmer

### Nuværende medlemmer
- Mortuus – Vokal (2004–)
- Morgan Steinmeyer Håkansson – Guitar (1990–)
- Magnus "Devo" Andersson – Bas (2004–), guitar (1992–1994)
- Lars Broddesson – Trommer (2007–)

### Tidligere medlemmer
- Andreas Axelsson – Vokal (1990–1993)
- Legion (Erik Hagstedt) – Vokal (1995–2003)
- Kim Osara – Guitar (1995–1996)
- Peter Tägtgren – Live guitar (1997; Live in Germania)
- Rikard Kalm – Bas (1990–1992)
- B. War (Roger "Bogge" Svensson) – Bas (1992–2004)
- Joakim Göthberg – Trommer (1990–1995), vocals (1991, 1993–1995)
- Fredrik Andersson – Trommer (1993–2002)
- Emil Dragutinovic – Trommer (2002–2006)

## Diskografi

### Studiealbum
- 1992: Dark Endless
- 1993: Those of the Unlight
- 1994: Opus Nocturne
- 1996: Heaven Shall Burn...When We Are Gathered
- 1998: Nightwing
- 1999: Panzer Division Marduk
- 2001: La Grande Danse Macabre
- 2003: World Funeral
- 2004: Plague Angel
- 2007: ROM 5:12
- 2009: Wormwood
- 2012: Serpent Sermon
- 2015: Frontschwein
- 2018: Viktoria
- 2023: Memento Mori

### Ep'er
- 1996: Glorification
- 1997: Here's No Peace
- 2000: Obedience
- 2002: Slay the Nazarene
- 2004: Deathmarch
- 2011: Iron Dawn
- 2015: Ancient Evil
- 2015: The Sun Turns Black as Night

### Livealbum
- 1997: Live in Germania
- 2000: Infernal Eternal
- 2004: Funeral Marches and Warsongs (videoudgivelse)
- 2005: Warschau
- 2006: Blood Puke Salvation
- 2015: Strigzscara-Warwolf
- 2015: World Panzer Battle 1999

### Opsamlingsalbum
- 2002: Blackcrowned

### Singler
- 2003: "Hearse"
- 2012: "Coram Satanae"
- 2012: "Souls for Belial"

### Demoer
- 1991: Fuck Me Jesus